# Bo Schiøler
Bo Schiøler (født 29. oktober 1945) er en dansk musiker, digter og musiklærer. Fra 1966 til 2011 var Schiøler drivkraften bag Vesterbro Ungdomsgård.
Schiøler har også forsøgt sig som dramatiker og instruktør hos bl.a. Comedievognen og Bådteatret samt udgivet digtsamlingerne  Candyfloss blandt røvere og "Lygtemande blålys". Dertil sangbøgerne: Sange fra Vesterbro; Stenbroens Stemmer; Ballademager Blues og Seniorerne Synger.
Han er blevet hædret med LO's kulturpris, Familien Wilhelm Hansens Legat, Svend Heinild Prisen, Martin Andersen Nexøs Æreslegat og K.K. Steinckes Mindelegat. 24. april 2006 blev han Ridder af Dannebrog, og han er desuden kulturambassadør for Københavns Kommune og for Fair Trade DK.
Han har også modtager legater fra Simon Spies Fonden, Bikuben, Statens Kunstfond, DJBFA, Dansk Forfatterforening og Børne- og Ungdomsforfatternes Kulturfond samt Jord- og Betonarbejdernes kulturlegat 2002 og Gerda Prisen. 2004 modtog han DJBFA's Hæderspris og i 2008 æreslegat fra Walt Rosenbergs Legat samt Gelsted-Kirk-Scherfig-Prisen.
Bo Schiøler grundlagde i  2014 seniorbandet Bo Schiøler  & Skavankerne.

## Værker
- 1974 Vi Lever På Vesterbro
- 1976 Kattejammer Rock
- 1977 Hjerteblod
- 1978 Kartoffel Folket
- 1980 Til Dig Fra Os
- 1980 Tøsesnak
- 1981 Toves Børnebørn
- 1982 Prinser Og Prinsesser
- 1984 Stjernedrys
- 1985 Det Sidste Kys
- 1985 Laser Rock
- 1986 Ghetto Saga
- 1986 Sange Fra Vesterbro (Sangbog)
- 1987 Rå Roser
- 1988 Gadelarm
- 1991 Ulvehyl
- 1993 Johnny Selvsvings Blues
- 1994 Fremtidens Folk (for UNICEF)
- 1996 Stenbroens Stemmer
- 1996 Stenbroens Stemmer (Sangbog)
- 1998 Vesterbros Bedste (2 cd opsamling)
- 1998 Gandhi Fra Gaden
- 1999 Mordet På Rotternes Gade (Bog og cd)
- 1999 Plejer Er Død / Live fra New York (2 cd)
- 2001 Heksedans
- 2003 Kunst (1 studie cd og 2 live cd fra Tivoli)
- 2003 Skizo - historien om en pige som blev Sindssyg (Film - VHS)
- 2004 Farveblind Af Sind (Koncertfilm om fordomme - dvd)
- 2004 Kult Eller Ikon (2 cd og 1 dvd)
- 2004 Se Mig Ind I Øjnene (Bog og cd)
- 2006 Poppedreng Sukker (2 cd og 1 dvd)
- 2006 Ballademager Blues - 120 sange fra Vesterbro Ungdomsgård (sangbog med dvd)
- 2007 Absolut Absalonsgade (5 cd - opsamling)
- 2008 Overhalingsbanen (2 cd)
- 2008 Nattens Sorte Stjerner (dvd og cd for Fair Trade - live fra Ghana)
- 2008 Selvmordets Pæne Piger (dvd)
- 2009 Bumsebal DK (icd og 1 dvd)
- 2010 Den Sidste Sang (1 cd og 2 dvd)
- 2011 Røde Øjne (cd) m. Ken Vedsegaard
- 2012 En Rygende Pistol (cd) m. Mia Lyhne
- 2014 Råt Guld - Sange fra den 3. alder (cd) m. Bo Schiøler
- 2015 Ældrebyrde Blues - Sange fra den 3. alder (vol. 2) (cd) m. Bo Sciøler
- 2015 Teaterlyrik - fra Vesterbro Ungdomsgård (Digte) (Drama)
- 2016 Gårdsanger Optur - Sange fra den 3. alder (vol. 3) (cd) m. Bo Schiøler
- 2018 Passion - Sange fra et levet liv (cd) m. Bo Schiøler
- 2019 Rekviem for Kraka - Sange fra et levet liv (cd) m. Bo Schiøler
- 2020 Seniorerne Synger - Sange fra den 3. Alder (Sangbog m. cd)
- 2020 Rapsodi for Drømmere - Dogme-pop fra Jordens Kant (cd) m. Bo Schiøler
- 2021 Skavankernes Bedste - opsamling (2 cd) m. Bo Schiøler
- 2022 På tålt ophold - I en rå tid (2 cd) m. Bo Schiøler
- 2023 Spillemandens Grænsepost - Sange om mod i den 3. alder (cd) m. Bo Schiøler